# Король-лягушонок

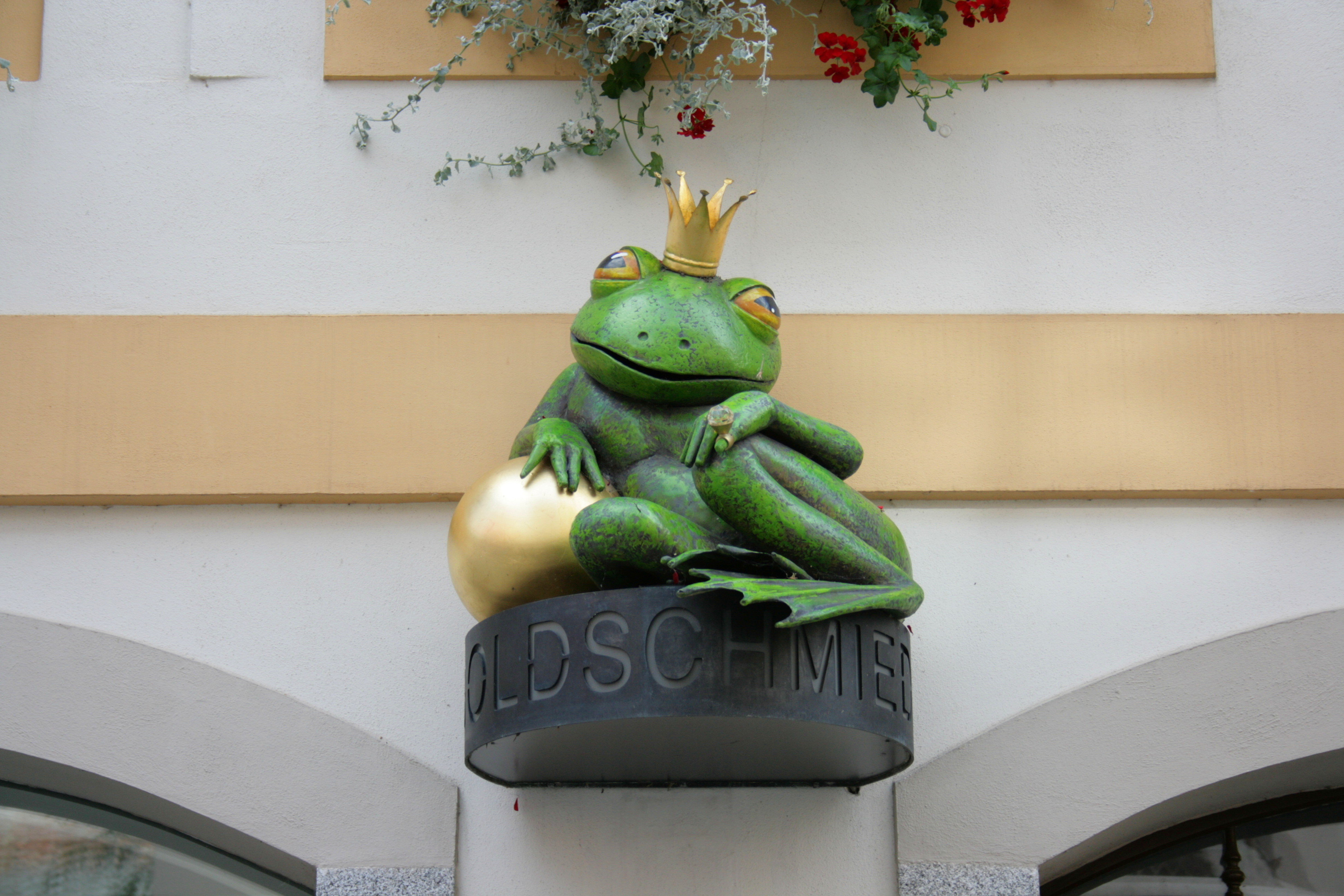
Король-лягушонок (Херингштрассе, Баутцен)

«Сказка о Короле-лягушонке, или о Железном Генрихе» (нем. Der Froschkönig oder der eiserne Heinrich) — сказка братьев Гримм, первая история в их сборнике, повествующая о капризной королевне, которая не держит свои обещания и неблагодарна к лягушонку, который вытащил её золотой мячик, упавший в колодец. Лягушонок же чудесным образом превращается в прекрасного королевича. По системе классификации сказочных сюжетов Аарне — Томпсона имеет номер 440.
Популярная в Америке фраза, связанная с этой историей: «Вы должны поцеловать много лягушек прежде, чем вы найдете своего прекрасного принца», используется, чтобы поощрить тех, кто всё ещё ищет настоящую любовь.

## Сюжет
Золотой мяч королевны при игре падает в бездонный колодец, что вызывает поток слёз. Сострадательный лягушонок вызывается помочь вытащить мячик. Королевна в свою очередь обещает, что будет его подругой детства и разделит с ним досуг, стол и кровать. Когда королевна получает мяч назад, то быстро убегает. Всё же, на следующий день лягушка добирается до двери дворца и, по настоянию отца-короля королевна неохотно исполняет своё обещание. Однако, когда лягушонок требует, чтобы она взяла его с собой на кровать, грозя пожаловаться отцу-королю, та от отвращения что было мочи бросает лягушонка об стену. В то же самое мгновение лягушка превращается в статного королевича с красивыми и ласковыми глазами. Выясняется, что над ним тяготели чары злой ведьмы и только королевна могла их разрушить. Наутро он везёт королевскую дочь как свою законную супругу, в роскошной карете в собственное королевство. Во время поездки их сопровождает верный слуга Генрих, который от печали по королевичу заковал своё сердце тремя железными обручами. В дороге, от переполняющей сердце Генриха радости по поводу освобождения его господина, эти железные оковы лопаются с громким треском.

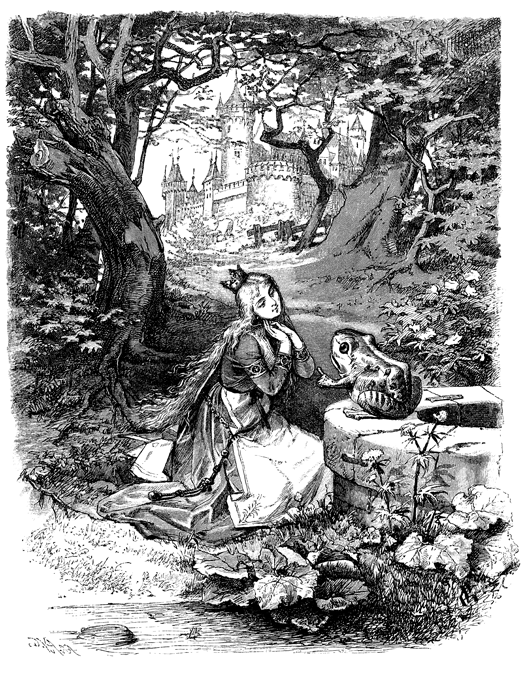
Лягушонок и королевна, уронившая золотой шар, иллюстрация Грот-Иоганна (1841-1892)
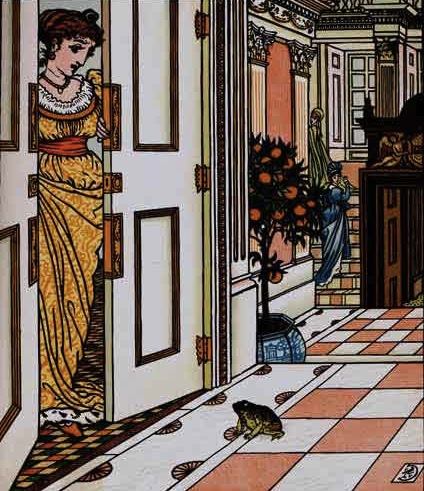
Лягушонок у двери, иллюстрация Уолтера Крейна, 1874 г.
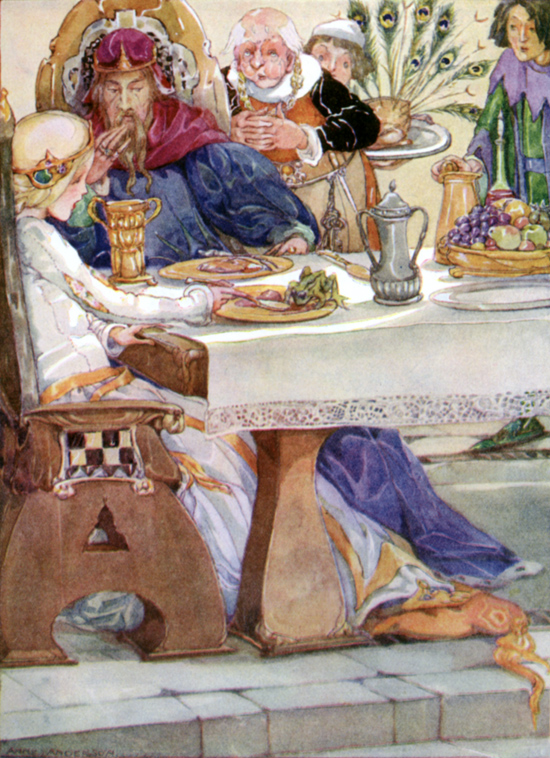
Лягушонок за столом, иллюстрация Анны Андерсон (1874—1930)
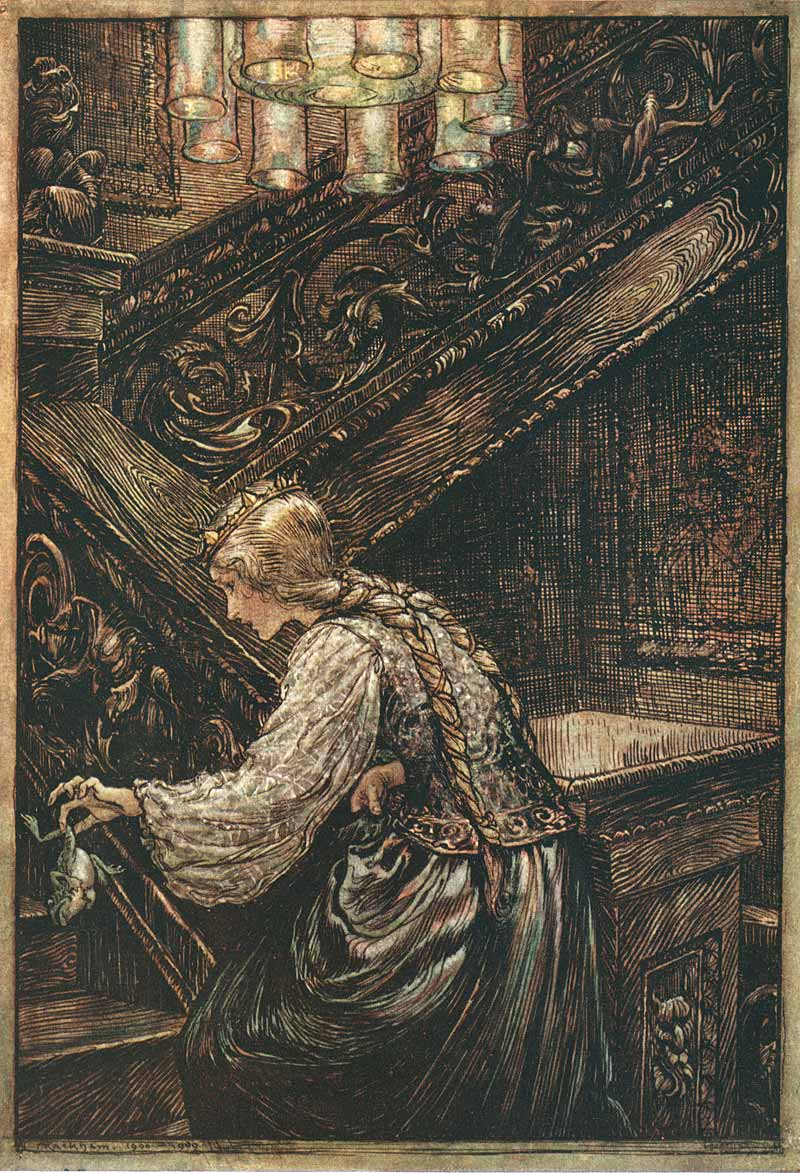
Иллюстрация к сказке Артура Рекхэма
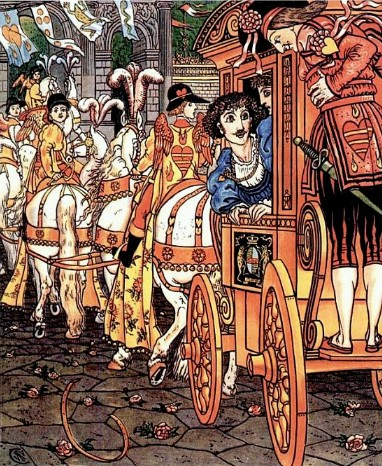
Железный Генрих теряет обручи (Уолтер Крейн, 1876 г.)

## Варианты сюжета
В современных версиях сказки превращение лягушки вызвано принцессой, целующей лягушку, в оригинале чудо происходит, когда рассерженная принцесса бросает лягушонка об стену. В других версиях для возвращения лягушонку человеческого облика ему достаточно было провести ночь на подушке принцессы.
В разных частях света существуют собственные варианты сюжета:
- Замечательная Лягушка (В. Генри Джонс и Льюис Л. Кропф, Венгрия).
- История о Королеве, которая искала волшебный напиток (Дж. Ф. Кэмпбелл, Шотландия).
- Источник Конца Света
- Паддо (Роберт Чемберс, Шотландия).
- Дева и лягушка (Джеймс Орчард Халливел-Филлипс, Англия).
- Добрая падчерица и лягушка (В. Генри Джонс и Льюис Л. Кропф, Англия).
- Принц-лягушка (Х. Паркер, Шри-Ланка).
- Муж-лягушка (Уильям Эллиот Гриффис, Корея).
- Жених-жаба (Зонг Ин-Соб, Корея).

Бросание лягушки об стену является общим фольклорным средством для уничтожения заклятья, и даже не самым сильным; в «Истории о Королеве, которая искала волшебный напиток» и английской сказке «Источник конца света», героиня должна казнить лягушку, чтобы вернуть ей облик принца.

## Переводы на русский
- П. Полевой (Сказка о Короле-лягушонке, или о Железном Генрихе)[3] — классический перевод с немецкого, наиболее известный русскому читателю
- Т. Габбе (Королевич-лягушка)
- Г. Петников (Королевич-лягушка)
- Б. Заходер (Принц-лягушонок, или Генрих Железное Сердце)
- В. Соловьева (Королевич-лягушка, или Верный Генрих)
- Э. Иванова (Король-лягушонок, или Железный Генрих)
- Я. Короновский (Король-лягушонок, или Железный Генрих)
- Л. Хэд (Королевич-лягушка, или Железный Генрих)
- М. Шмидт (Принц-лягушонок, или Железный Гейнрих)
- Н. Кириллова (Король-лягушонок, или Железный Генрих)

## Прочие адаптации
- В 1986 г. на экраны вышел американо-израильский киномюзикл «Король-лягушонок».
- Фильм режиссёра Юрая Герца «Принц — лягушка» (1991, совместное производство Чехословакии — Германии — Италии).
- Роман E. Д. Бейкера «The Frog Princess», в котором главная героиня превращается в лягушку, когда целует принца-лягушонка, стал основой сюжета рисованного мультфильма студии Уолта Диснея «Принцесса и Лягушка» (2009 год).
- В мультфильмах «Шрек 2» и «Шрек 3» лягушка (жаба) — истинный облик короля Гарольда.
- Королевич появляется в игре «The Wolf Among Us» в образе уборщика в офисе наёмных убийц, братьев Труляля и Траляля. Более подробно трагическая судьба персонажа описана в комиксе «Fables», на основе которого и создана игра.

Немецкие почтовые марки 1966 года
Королевна просит лягушку, чтобы она вытащила из колодца потерянный золотой мяч
Королевна ест с лягушкой
Лягушка превратилась в прекрасного королевича
Королевич и королевна в свадебной карете